# 関西大学カイザース
関西大学カイザーズ（かんさいだいがくカイザーズ, 英語: KANSAI UNIVERSITY KAISERS）は関西大学体育会に所属するアメリカンフットボールチーム。1935年創部、関西学生アメリカンフットボール連盟所属。チーム名は、ドイツ語で「皇帝」を意味している（同学の応援歌の歌詞にも登場している。また他の体育会各部のチーム名や、体育会全体の統一名称としても用いられている）。

## 創成期
関西大学アメリカンフットボール部は、当時大阪YMCAに勤務していた関西大学OB松葉徳三郎の呼びかけにより、1935年1月に関西で最初に創設された。同年10月9日に初の試合（部内試合）を行う。これが関西チームによる初めてのアメリカンフットボールの試合であった。同年12月に初の対外試合として法政大学と対戦し0-43で敗戦した。翌年1936年には、第1回となる法政大学との定期戦が東京の芝運動公園で開催されたが、0-39でまたも敗戦した。このように暫くは創部が早かった関東の大学や神戸の外国人クラブに苦戦が続いた。
しかし、1937年に慶應義塾大学との対戦で初TDを挙げる等徐々に実力をつけ、遂に法政大学との第2回定期戦で55-8と大勝し、念願の初勝利を挙げた。1940年には、現在も続く早稲田大学との第1回定期戦が阪急西宮球場で開催された。
1940年の同志社大学の創部を受け、1941年に関西鎧球連盟設立に参加。同年創部した関西学院大学との3大学で1942年までに3度のリーグ戦を開催し、いずれも優勝した（1941年のリーグ戦は関西OBクラブも含めた4チームのリーグ戦）。しかし第二次世界大戦下となった1943年に、敵性スポーツと見なされたことで、関西鎧球連盟は解散した。

## 黄金期
1946年の関西米式蹴球連盟（現在の関西学生アメリカンフットボール連盟）設立に参加。春のリーグ戦は全関大として参加し優勝するが、秋のリーグ戦は同志社大学に優勝をさらわれた。しかし、翌1947年のリーグ戦は全勝で初優勝。翌年正月に開催された第2回甲子園ボウルに出場し、明治大学を6-0で下して初優勝、大学日本一に輝いた。この年の主力はQB/RB羽間平安である。翌1948年の秋のリーグ戦は関学と引き分け、関学と両校優勝となったが、プレーオフで勝利し、2年連続で甲子園ボウルに出場した（7-14で慶應義塾大学に敗れた）。
しかしこれ以降、2009年までの61年間、関西学生リーグ1部（Div.1）優勝、および甲子園ボウルの出場には至らないことになった。

## 関学の壁
強豪関大に立ちはだかったのが関西学院大学であった。1949年以降、関大は10回2位になっているものの、関学の壁を破ることができなかった。1970年代末に京都大学の躍進などで徐々に低迷し始め、入れ替え戦にも出場することが多くなった。そして皮肉にも関学が京大に敗れ甲子園ボウル連続出場が33でストップした1982年に、関大は入替戦に敗退し初の2部落ちの屈辱を味わう。
その後関大は1987年に1部を復帰を果たすものの、翌年に2部降格。1990年に再び1部を復帰を果たすものの1994年には再降格の憂き目に遭っている。

## 復活への第一歩
関大は1990年代後半になって漸く復活への足掛かりを掴む。松浦雅彦、辻拓三（現関西大学第一高校監督）が大学職員となってコーチに就任。1998年-99年に関西大学第一高等学校を全国高等学校選手権・クリスマスボウル連覇に導いた磯和雅敏監督が2001年にヘッドコーチに就任する等、指導体制が強化された。
また、OB羽間平安関西大学理事長（当時）を中心に大学側もバックアップ体制を敷き、2001年に部室棟建設、2002年に中央グラウンドに人工芝敷設等の施設の拡充がなされた。また、2003年よりスポーツフロンティア入試が導入され、リクルートの強化も進んだ。
関大一高全国制覇のメンバーが多く入部しながら2000年よりDiv.2に陥落した関大は、2002年の入替戦で大産大に勝利し、2003年に4年ぶりにDiv.1昇格を果たした。

## Div.1への再昇格
再びDiv.1に昇格した2003年、関大は関学から55年振りの勝利を挙げこの年4勝（同率3位・順列5位）。イーグルスからカイザーズに改称した2004年と続く2005年もともに4勝を挙げた（ともに単独3位）。2006年のシーズンは、上位進出が期待されたが関学・立命・京大に敗れ4年連続の4勝3敗（同率3位・順列4位）止まりとなった。Div.1に再昇格した2003年以降、立命館大学に秋季公式戦で一度も勝てておらず、さらに、2004年は同志社大学、2005年は近畿大学、2006年は京都大学、2007年は近畿大学や同志社大学など下位から取りこぼしており、関西リーグ優勝に向けての課題が山積することになった。2008年は初戦で9年ぶりに神戸大学に敗退し、Div.2から昇格してきた甲南大学にも敗れるなど、苦しい戦いが続いた。

### 2008年秋季リーグ戦成績
- 第1節　関西大学10-24神戸大学　●
- 第2節　関西大学40-7近畿大学　○
- 第3節　関西大学13-23甲南大学　●
- 第4節　関西大学45-7同志社大学　○
- 第5節　関西大学3-34立命館大学　●
- 第6節　関西大学19-32関西学院大学　●
- 第7節　関西大学31-21京都大学　○

最終成績　3勝4敗　5位

## 2009年：61年ぶりの栄冠
しかし2009年度のシーズンでは、初戦の京大を大差で破った後、接戦の末に関学、立命の両校も破り、61年ぶりのリーグ優勝が決まった。そして最終戦では、前年に敗れた甲南大学にも勝利し、そのまま全勝での単独優勝を成し遂げた。さらに12月13日には、甲子園ボウルへ西日本代表として、3度目・61年ぶりに出場し、東日本代表の法政大学に50-38で勝利した、躍進の一年となった。だがライスボウルでは、社会人（Xリーグ）代表の鹿島ディアーズに対し13-16で惜敗した。
磯和監督はこの年を最後に2010年から総監督になり、メインは関西大学第一高等学校の監督に戻る

### 2009年秋季リーグ戦成績
- 第1節　関西大学56-13京都大学　○
- 第2節　関西大学12-0神戸大学　○
- 第3節　関西大学17-13関西学院大学　○
- 第4節　関西大学14-7立命館大学　○
- 第5節　関西大学59-10近畿大学　○
- 第6節　関西大学46-0同志社大学　○
- 第7節　関西大学44-7甲南大学　○

最終成績　7勝0敗　1位　秋季リーグ優勝

### 2009年度・第1回全日本大学アメリカンフットボール選手権大会
- 西日本代表決定戦

関西大学（関西代表）42-6名城大学（東海代表）　○
- 決勝戦（第64回甲子園ボウル）

関西大学（西日本代表）50-38法政大学（東日本代表）　○

### 2009年度・ライスボウル
関西大学（大学代表）13-16鹿島ディアーズ（社会人代表） ●

## 2010年：2年連続リーグ優勝も激戦の末･･･
ディフェンディングチャンピオンとして臨んだ2010年度シーズンは、第3節の京大戦で苦戦したものの、第5節まで白星を積み重ねる。迎えた第6節、既に関学に黒星を付けていた立命を空中戦の末17-15の僅差で下し、2年連続となるリーグ優勝を決めた。しかし、この試合で負傷者が発生し、最終節の関学戦には10-27で完敗。関西学生リーグは関大・関学・立命の3校同率優勝（1996年以来2度目）となり、甲子園ボウル出場をかけ、東海学生代表の南山大学を含む4校による、全日本大学アメリカンフットボール選手権・西日本代表校決定戦が行われることになった。
1週間前に完敗した関学との再戦となった初戦は、両校ディフェンスの健闘により延長タイブレイクに持ち込まれ、大接戦の末関大が3(6)-3(3)で勝利。しかし、その1週間後に行われた立命との代表校決定戦では、前半こそ健闘するものの、最後は強豪との4連戦で疲れの見える関大が立命に押し切られる形で、甲子園を目前に20-37で敗れ去った。
しかしこれらの戦いで、関大が間違いなく関西強豪の一角として名を馳せたことはファンの心に深く刻み込まれた。
- 2010年秋季リーグ戦成績

- 第1節　関西大学38-6近畿大学　○
- 第2節　関西大学42-0神戸大学　○
- 第3節　関西大学14-0京都大学　○
- 第4節　関西大学28-9甲南大学　○
- 第5節　関西大学40-10同志社大学　○
- 第6節　関西大学17-15立命館大学　○
- 第7節　関西大学10-27関西学院大学　●

最終成績　6勝1敗　1位　秋季リーグ優勝

### 2010年度・第2回全日本大学アメリカンフットボール選手権大会
- 西日本代表決定戦（1回戦）

関西大学（関西代表）3(6)-3(3)関西学院大学（関西代表）　○
- 西日本代表校決定戦

関西大学（関西代表）20-37立命館大学（関西代表）　●

## 2023年：13年ぶりのリーグ優勝を果たすも…
昨年度、5戦全勝同士の対決に、惜しくも関西学院大学に敗れ、2位でリーグを終えた2022年シーズンだったが、春に行われた関西学生大会で、前人未到の甲子園ボウル6連覇を狙う関西学院大学ファイターズと昨秋リーグ2位の関西大学カイザーズの「関関戦」は、17―14で実に11年ぶりに関西学院大学 相手に勝利した。
関西学生リーグは昨季2位の関大と同3位の立命大による全勝対決は、開幕5連勝としたが、立命大がその後の関学戦争に敗れ、関大が関学に勝てば13年振りのリーグ優勝となり、関大が関学に16-13で勝利し、13年ぶりの3校同率優勝で幕を閉じた。6勝1敗で立命館大学、関西学院大学、関西大学が並び、抽選で関学が「1位相当」を引き当て、全日本大学選手権準決勝に進み、関大は惜しくも甲子園ボウル出場を逃した
- 2023年秋季リーグ戦成績

- 第1節　関西大学47-10甲南大学 ○
- 第2節　関西大学31-3龍谷大学 ○
- 第3節　関西大学42-10近畿大学 ○
- 第4節　関西大学35-9神戸大学 ○
- 第5節　関西大学27-38立命館大学　●
- 第6節　関西大学34-10京都大学　○
- 第7節　関西大学16-13関西学院大学 ○

最終成績   関西大学・関西学院大学、立命館大学の3校同時優勝 (抽選の結果、3位相当)

## リクルート戦略
併設校である関西大学第一高等学校は、アメリカンフットボールの強豪校として知られ、例年多くの経験者が進学し入部している。大学と関大一高はキャンパスが隣接しており、高校・大学の部同士の連携は強い。また、2003年に創設されたスポーツフロンティア入試により、関大一高以外のアメリカンフットボール経験者も入部し易い環境となった。
　

## 獲得タイトル
- 関西鎧球連盟リーグ戦　優勝3回(1941・1942春・1942秋)
- 関西学生リーグ1部（Div.1）　優勝5(4)回(1946春・1947・1948・2009・2010)※

※1946年春のリーグ戦はOBも含めた全関西大学での優勝なので、関西大学としての優勝回数は4回。
- 甲子園ボウル 出場3回(1947・1948・2009)／優勝2回
  - 2008年度までは、東西大学王座決定戦として開催。2009年度からは、全日本大学アメリカンフットボール選手権大会の決勝戦として開催。2009年12月13日に同チームは西日本代表として出場、東日本代表の法政大学に勝利した。

```
1947年度 関西大学  6- 0 明治大学　○
1948年度 関西大学  7-14 慶應義塾大学　●
2009年度 関西大学 50-38 法政大学　○
```

- 西日本選手権大会　優勝1回(1966)
- 近畿（西日本）学生選手権大会　優勝4回(1989・1994・2000・2001)
- 西日本学生大会　優勝1回(2002)

## 定期戦・交流戦

### 定期戦
- 対早稲田大学(1940年開始) 対戦成績　66回中　関大30勝　早稲田32勝　3分　中止1(2011年現在)

　2008年度からは、両大学間の学術交流協定の締結記念試合としても行われている（偶数年度は関西大学、奇数年度は早稲田大学で開催）。
- 対法政大学(1936年開始)　対戦成績　63回中　関大16勝　法政47勝(2011年現在)

### 交流戦
- 総合関関戦(1941年開始)　毎年6月に行われる関学との交流戦。